# Kruszowo
Kruszowo (bułg. Крушово) – wieś w Bułgarii, w obwodzie Burgas, w gminie Karnobat. W 2023 roku liczyła 91 mieszkańców.